# James Maddren
James Maddren (* 28. Januar 1987 in Sussex) ist ein britischer Jazz-Schlagzeuger.

## Leben und Wirken
Maddren wuchs in Horsham, West Sussex auf und stammt aus einer musikalischen Familie; seine Mutter war Klavierlehrerin und sein Vater Cellist. Als Kind lernte er zunächst Cello, dann Piano und Schlagzeug. Bereits 2004, noch während seiner Schulzeit, nahm er in London Unterricht bei Jim Hart. Ab 2005 studierte er Jazz-Perkussion an der Royal Academy of Music bei Trevor Tomkins und Martin France. 
Maddren war Mitte der 2000er-Jahre Mitglied im National Youth Jazz Orchestra, mit dem erste Aufnahmen entstanden. Bei seinem Studienabschluss 2009 erhielt er die Auszeichnung Principal’s Award for Outstanding Studentship. Ab 2009 gehörte er dem Trio des Pianisten Gwilym Simcock an sowie dem Trio von Kit Downes, dessen Album Golden für den Mercury Prize nominiert wurde Maddren spielte seit Ende der 2000er-Jahre in verschiedenen britischen Jazzgruppen, wie dem George Crowley Quartet, Jonathan Bratoëff Quartet, dem Mark McKnight Organ Quartet und 2020 im Alex Hitchcock Quartet. Mit Kit Downes und Petter Eldh bildete er 2018 das kollaborative Trio Enemy, das mehrere Alben vorlegte.
Außerdem wirkte Maddren bei Aufnahmen von Julian Argüelles (Tetra, 2015), Ivo Neame, John Warren und Kenny Wheeler/Norma Winstone mit. Im Bereich des Jazz war er zwischen 2006 und 2022 an 50 Aufnahmesessions beteiligt. Zu hören ist er u. a. auch auf Josephine Davies’ Album In the Corners of Clouds (2018) und Lucia Cadotschs Aki (2023).

## Diskographische Hinweise
- John Warren: Finally Beginning (2008)
- Gwilym Simcock: Blues Vignette (Basho Records, 2009)
- Ivo Neame: Caught in the Light of Day (Edition Records, 2009)
- Kenny Wheeler, Norma Winstone & London Vocal Project: Mirrors (Edition Records, 2013)
- Ant Law: Zero Sum World (Whirlwind, 2015)
- Josephine Davies: How Can We Wake? (2020), mit Dave Whitford
- Kit Downes: Vermillion (ECM, 2022, mit Petter Eldh)
- Trish Clowes: A View with a Room (2022)
- Enemy: Fiend (2025)[2]